# مگس‌گیر ابلق اروپایی

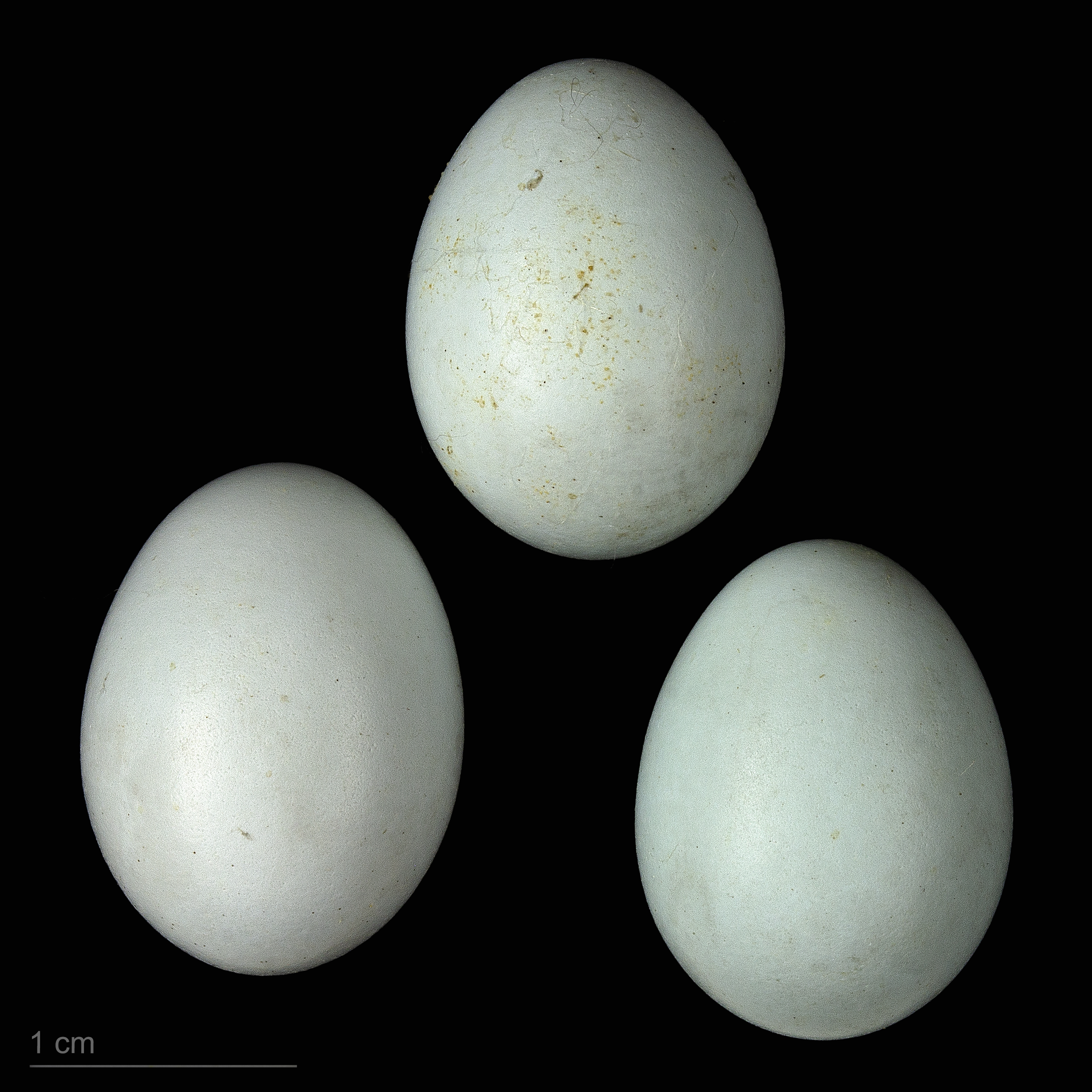
Ficedula hypoleuca hypoleuca

مگس‌گیر ابلق اروپایی (نام علمی: Ficedula hypoleuca) نام یک گونه از سرده انجیرخورک‌ها است.